# Intellect Made Us Blind
Intellect Made Us Blind - debiutancki album studyjny polskiej grupy muzycznej Antigama. Wydawnictwo ukazało się w kwietniu 2002 roku nakładem wytwórni muzycznej The Flood Records. Nagrania zostały zarejestrowane i zmasterowane Kokszoman Studio w Warszawie oraz Massive Arts Studio w Mediolanie. Płyta została wznowiona przez firmę SelfMadeGod Records w 2006 roku. W 2011 roku nagrania ukazały się na płycie winylowej dzięki Fat Ass Records.

## Lista utworów
Opracowano na podstawie materiału źródłowego.
1. "Pendemorphia" (muz. Sebastian Rokicki, Łukasz Myszkowski, Maciej Moruś, Krzysztof Bentkowski, sł. Maciej Moruś) - 00:59
2. "A Tendency to Sleep" (muz. Sebastian Rokicki, Łukasz Myszkowski, Maciej Moruś, Krzysztof Bentkowski, sł. Maciej Moruś) - 03:04
3. "Come and Go" (muz. Sebastian Rokicki, Łukasz Myszkowski, Maciej Moruś, Krzysztof Bentkowski, sł. Maciej Moruś) - 01:27
4. "Spare Some Change" (muz. Sebastian Rokicki, Łukasz Myszkowski, Maciej Moruś, Krzysztof Bentkowski, sł. Maciej Moruś) - 03:19
5. "Synthesis" (muz. Sebastian Rokicki, Łukasz Myszkowski, Maciej Moruś, Krzysztof Bentkowski, sł. Maciej Moruś) - 03:34
6. "Everything's Normal" (muz. Sebastian Rokicki, Łukasz Myszkowski, Maciej Moruś, Krzysztof Bentkowski, sł. Maciej Moruś) - 04:35
7. "Savior-Vivre Mastas" (muz. Sebastian Rokicki, Łukasz Myszkowski, Maciej Moruś, Krzysztof Bentkowski, sł. Maciej Moruś) - 04:46
8. "Filth and Pain" (muz. Sebastian Rokicki, Łukasz Myszkowski, Maciej Moruś, Krzysztof Bentkowski, sł. Maciej Moruś) - 05:52
9. "Fala" (cover Siekiery) (muz. Tomasz Adamski, sł. Tomasz Adamski) - 01:07
10. "Improv" (muz. Sebastian Rokicki, Łukasz Myszkowski, Maciej Moruś, Krzysztof Bentkowski, sł. Maciej Moruś) - 02:05

## Twórcy
Opracowano na podstawie materiału źródłowego.

- Sebastian Rokicki - gitara
- Łukasz Myszkowski - śpiew, oprawa graficzna (reedycja)
- Maciej Moruś - gitara basowa, zdjęcia, oprawa graficzna
- Krzysztof "Siwy" Bentkowski - miksowanie, perkusja
- Stanisław Bokowy - mastering
- Alberto Cutolo - edycja, remastering (reedycja)
- Marcin Teperek - realizacja nagrań
- Marek Bereszczyńsky - realizacja nagrań
- Szymon Czech - remastering (edycja LP)
- Lisa Venturella - gościnnie śpiew
- Bogdan Kondracki - gościnnie śpiew